# Алма-Атинская декларация (1978)
Алма-Ати́нская деклара́ция — декларация по первичной медико-санитарной помощи; была принята 12 сентября 1978 года на Международной конференции по первичной медико-санитарной помощи (ПМСП) под патронажем ВОЗ в Алма-Ате (Казахская ССР, СССР). В декларации заявляется о необходимости незамедлительных действий со стороны всех правительств, всех работников здравоохранения и мирового сообщества по защите и укреплению здоровья всех людей. Это была первая международная декларация, в которой подчёркивалась важность первичной медико-санитарной помощи. Принципы первичной медико-санитарной помощи были приняты странами-членами Всемирной организации здравоохранения (ВОЗ) как ключ к достижению цели «Здоровье для всех», но только в развивающихся странах. Действие принципов должно было быть распространено на все страны через 5 лет после подписания декларации. Алма-Атинская декларация 1978 года стала важной вехой в XX веке в области общественного здравоохранения и определила первичную медико-санитарную помощь как ключ к достижению цели «Здоровье для всех» по всему миру.

## Описание
Конференция призвала к незамедлительным и эффективным национальным и международным действиям по разработке и внедрению первичной медико-санитарной помощи во всем мире, особенно в развивающихся странах, в духе технического сотрудничества и в соответствии с новым международным экономическим порядком. Он настоятельно призвал правительства, ВОЗ, ЮНИСЕФ и другие международные организации, а также многосторонние и двусторонние учреждения, неправительственные организации, финансирующие учреждения, все медицинские работники и мировое сообщество поддержать национальные и международные обязательства в области первичной медико-санитарной помощи и усиление технической и финансовой поддержки, особенно в развивающихся странах. Конференция призвала вышеупомянутое сотрудничать в области внедрения, развития и поддержания первичной медико-санитарной помощи в соответствии с духом и содержанием декларации. Декларация содержит 10 разделов и не имеет обязательной силы для государств-членов.
- Определения здоровья. В первом разделе декларации подтверждается определение здоровья ВОЗ как «состояние полного физического, умственного и социального благополучия, а не просто отсутствие болезни или немощи»[2]. В определении содержится вопрос о включении социальных и экономических секторов в сферу охвата здравоохранения и подтверждается, что здоровье является одним из прав человека.
- Равенство. В декларации подчёркивалось неравенство состояния здоровья между развитыми и развивающимися странами, что названо политически, социально и экономически неприемлемым.
- Здоровье как социально-экономическая проблема и как право человека. Третий раздел призвал к экономическому и социальному развитию в качестве предпосылки для достижения здоровья для всех. Он также заявил о позитивном влиянии на экономическое и социальное развитие и мир во всем мире посредством поощрения и защиты здоровья людей. Участие людей как группы или отдельных лиц в планировании и осуществлении их медицинского обслуживания было объявлено как право и обязанность человека.
- Роль государства. В этом разделе подчеркивается роль государства в обеспечении адекватных мер в области здравоохранения и социальной сферы. В этом разделе содержится призыв к реализации программы «Здоровье для всех». Он определил «Здоровье для всех» как цель для всех народов к 2000 году и достижение уровня здоровья, который позволит им вести социально и экономически продуктивную жизнь. В этой декларации содержится призыв к правительствам, международным организациям и всему мировому сообществу рассматривать эту проблему как главную социальную задачу в духе социальной справедливости.
- Первичная медико-санитарная помощь и её компоненты. Этот раздел определил первичную медико-санитарную помощь и призвал подписавшие стороны включить концепцию первичной медико-санитарной помощи в свои системы здравоохранения. С тех пор первичная медико-санитарная помощь была принята многими странами-членами. В седьмом разделе перечислены компоненты первичной медико-санитарной помощи. В следующих двух разделах содержится призыв ко всем правительствам включить подход к первичной медико-санитарной помощи в их системы здравоохранения и настоятельно призвал международное сотрудничество к лучшему использованию мировых ресурсов.

## Критика декларации
Алма-Атинская декларация породила многочисленные критические замечания во всём мире. Многие утверждали, что лозунг «Здоровье для всех к 2000 году» невозможен и что в декларации нет четких целей. В своей статье «Происхождение первичной медико-санитарной помощи и выборочной первичной медико-санитарной помощи» Маркос Куэто утверждает, что декларация была осуждена как нереалистичная, идеалистическая и слишком широкая. В результате этих критических замечаний Фонд Рокфеллера спонсировал Конференцию по вопросам развития здравоохранения и народонаселения, которая состоялась в Италии в конференц-центре Bellagio в 1979 году (через год после подписания Декларации). Целью этой конференции заключалась в определении целей ПМСП и достижении более эффективных стратегий.
В результате была введена специализированная первичная медико-санитарная помощь (ПМСП). В отличие от ПМСП Алма-Атинской декларации, специализированная ПМСП представляла идею получения недорогих решений по очень конкретным и распространенным причинам смерти. Цели и эффекты специализированной ПМСП были чёткими, измеримыми и легко наблюдаемыми. Это связано с тем, что специализированная ПМСП имела явные параметры, которые считались наиболее важными. Тем не менее, по-прежнему существует много сторонников, которые предпочли всеобъемлющую ПМСП, введенную в Алма-Ате, вместо специализированной ПМСП, критикуя последнюю как искажение некоторых основных принципов первоначальной декларации. Основные аспекты критики относятся к выборочной заботе как ограничительному подходу к здоровью. Поэтому такой подход к первичной медико-санитарной помощи не затрагивает социальные детерминанты как фундаментальный аспект болезни и, следовательно, имеет важное значение для планирования здравоохранения.

## Современное состояние
В 2007 году Маргарет Чан, Генеральный директор ВОЗ, подтвердила подход к первичной медико-санитарной помощи как наиболее эффективный и экономически эффективный способ организации системы здравоохранения. Она также указала, что международные свидетельства в подавляющем большинстве демонстрируют, что системы здравоохранения, ориентированные на первичную медико-санитарную помощь, дают лучшие результаты с меньшими затратами и с большей удовлетворенностью пользователей.
В 2008 году в Алма-Ате была проведена Международная конференция, посвящённая 30-летию подписания Декларации. Было отмечено, что в течение последних 30 лет здравоохранение во всем мире заметно продвинулось вперед. Так, средняя продолжительность жизни населения увеличилась на семь лет. Однако сохраняется значительная разница в продолжительности жизни в развитых и развивающихся странах, которая может достигать 40 лет.
В 2018 году в рамках 40-летнего юбилея была подписана новая Астанинская декларация по первичной медико-санитарной помощи, которая определила направление дальнейшего развития первичного здравоохранения в мире.